# Estadio Gran Canaria
A Gran Canaria egy spanyol labdarúgó-stadion, mely az első osztályban szereplő UD Las Palmas csapat használatában van. 2003-ban nyitották meg a több mint 30 ezer főt befogadni képes stadiont. Tulajdonosa és kezelője is egyben a Cabildo de Gran Canaria. Világítás és fűtés egyaránt van. A pálya méretei: 106 x 68 méter. 2007. november 21-én itt játszották a Spanyolország-Észak-Írország mérkőzést, melyet a spanyolok nyertek Xavi góljával 1-0-ra.

## Külső hivatkozások
- Estadios de Espana